# نوهورلار
نوهورلار (به لاتین: Nohurlar) یک منطقه مسکونی در جمهوری آذربایجان است که در شهرستان شابران واقع شده است.